# ショウジョウバカマ属
ショウジョウバカマ属（ショウジョウバカマぞく、学名：Heloniopsis 、漢字表記：猩々袴属）はシュロソウ科（メランチウム科: APG植物分類体系による分類）の属の1つ。従来の多くの分類体系ではユリ科に分類されていた。

## 特徴
多年草。地下にある根茎は太く短い。根出葉は狭長楕円形から狭倒披針形でロゼット状になる。花は、花茎の先端に数個が短い総状花序になってつく。花被片は6個あり、倒披針形または倒卵状長楕円形で、横向きまたは下向きに咲く。花被片は花後も落ちず、残る。雄蕊は6個あり、葯は外向き。子房は上位で3室あり、各室に多数の胚珠があり、花柱の先端は分かれない。果実は蒴果で、星状に3裂する。種子には両端に長い糸状の付属体がつく。
日本、台湾、朝鮮に6種あり、日本には3種ある。

## 種
この節での「日本の種」「国外の種」の定義は、下記＜注釈＞のとおり。

### 日本の種
- コショウジョウバカマ Heloniopsis kawanoi (Koidz.) Honda - 日本では、鹿児島県の奄美大島・徳之島、沖縄県の沖縄島・石垣島・西表島に分布する。国外では、台湾に分布する[4]。環境省レッドリストの絶滅危惧II類(VU)。
- オオシロショウジョウバカマ Heloniopsis leucantha (Koidz.) Honda - 日本固有種。鹿児島県の徳之島、沖縄県の沖縄島北部・石垣島・西表島に分布する[4]。環境省レッドリストの絶滅危惧IB類(EN)。
- ショウジョウバカマ Heloniopsis orientalis (Thunb.) Tanaka - 日本では、北海道、本州、四国、九州に分布する。国外では、樺太、朝鮮に分布する[1]。
  - ツクシショウジョウバカマ Heloniopsis orientalis (Thunb.) Tanaka var. yakusimensis (Masam.) Ohwi - 九州の山地に分布する[1]。
  - シロバナショウジョウバカマ Heloniopsis orientalis (Thunb.) Tanaka var. flavida (Nakai) Ohwi - 本州の関東地方以西、四国に分布する[1]。

### 国外の種
- Heloniopsis koreana Fuse, N.S.Lee & M.N.Tamura - 朝鮮に分布
- Heloniopsis tubiflora Fuse, N.S.Lee & M.N.Tamura - 朝鮮に分布
- Heloniopsis umbellata Baker - 台湾に分布

## ギャラリー
- Heloniopsis orientalis
ショウジョウバカマ
- Heloniopsis koreana